# غارث هدسون
غارث هدسون (بالإنجليزية: Garth Hudson)‏ (26 أكتوبر 1923 في المملكة المتحدة - 13 أغسطس 2014 في المملكة المتحدة) هو لاعب كرة قدم بريطاني (وحمل سابقاً جنسية المملكة المتحدة لبريطانيا العظمى وأيرلندا) في مركز الدفاع. لعب مع سويندون تاون ونادي بورتسموث.